# Género y seguridad alimentaria
El género y seguridad alimentaria se refiere a las causas y consecuencias de la inseguridad alimentaria generadas por los prejuicios socioculturales relacionados al género. La desigualdad de género provoca inseguridad alimentaria y la inseguridad alimentaria, a su vez, refuerza la desigualdad de género.
Según estimaciones de 2009, las mujeres y las niñas representaban el 60 % de las personas que padecen hambre crónica en el mundo.[actualizar]
La Convención sobre la eliminación de todas las formas de discriminación contra la mujer garantiza la igualdad de derechos de las mujeres, incluyendo el derecho a la alimentación.
Las mujeres se enfrentan a la discriminación en los espacios públicos como el trabajo y la escuela, pero también en el hogar, donde su poder de negociación es menor, lo que afecta su seguridad alimentaria. La igualdad de género es fundamental para acabar con la malnutrición y el hambre. Las mujeres tienden a ser responsables de la preparación de alimentos y el cuidado de los niños dentro de la familia y es más probable que gasten sus ingresos en alimentos y en las necesidades de sus hijos. Los aspectos de género de la seguridad alimentaria son visibles a lo largo de los cuatro pilares de la seguridad alimentaria: disponibilidad, acceso, utilización y estabilidad, según lo define la Organización de las Naciones Unidas para la Agricultura y la Alimentación.

## Disponibilidad
Según la Cumbre Mundial sobre la Alimentación de 1996, la disponibilidad de alimentos se define como cantidades suficientes de alimentos disponibles de manera constante.
Las mujeres juegan un papel importante en la producción, procesamiento, distribución y comercialización de alimentos. A menudo se desempeñan como trabajadores familiares no remunerados, se dedican a la agricultura de subsistencia y representan alrededor del 43 % de la fuerza laboral agrícola en los países en desarrollo, variando del 20 % en América Latina al 50 % en Asia oriental y sudoriental y África subsahariana. Sin embargo, las mujeres enfrentan discriminación en el acceso a la tierra, el crédito, las tecnologías, las finanzas y otros servicios. Los estudios empíricos sugieren que si las mujeres tuvieran el mismo acceso a los recursos productivos que los hombres, las mujeres podrían aumentar sus rendimientos entre un 20 % y un 30 %; así como aumentar la producción agrícola global en los países en desarrollo entre un 2,5 % y un 4 %.
Si bien esas son estimaciones aproximadas, no se puede negar el impacto positivo significativo de cerrar la brecha de género en la productividad agrícola.

### Feminización del hambre

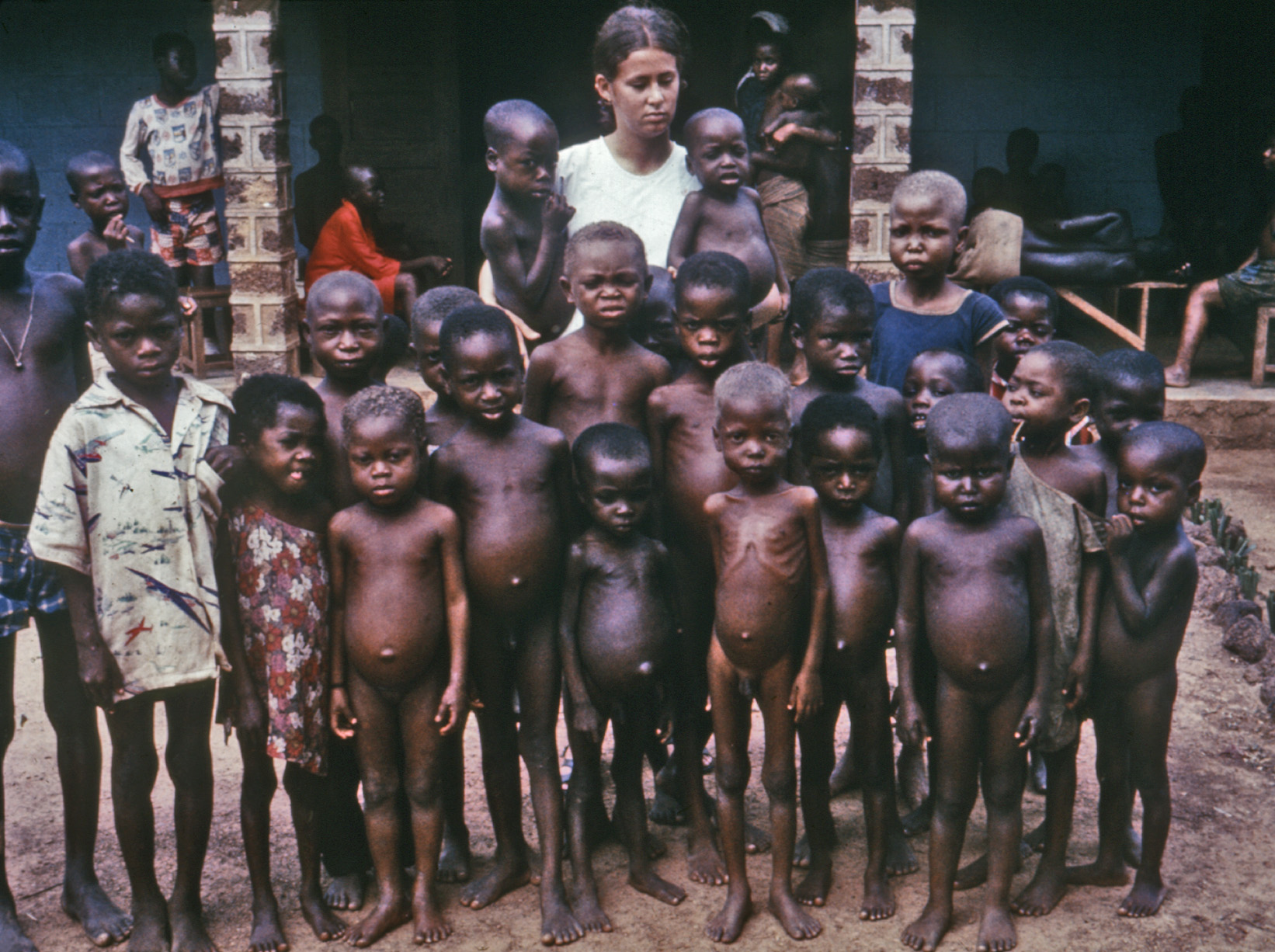
Niños y una enfermera en un orfanato nigeriano hacia finales de los años 1960. Los niños muestra síntomas de reducida ingesta calórica y proteica.

La feminización del hambre es un concepto que se refiere a una mayor presencia de mujeres que varones que padecen hambre en el mundo. La feminización del hambre está directamente relacionada con la feminización de la pobreza por la desproporcionada cantidad de mujeres pobres comparada con varones pobres. La feminización del hambre es un concepto utilizado en las conferencias de las Naciones Unidas y por las organizaciones cooperantes del desarrollo y de ayuda humanitaria a nivel internacional desde hace muchos años. El 70 % de los afectados por hambre a nivel mundial son mujeres. A pesar de que las mujeres producen el 70 % de la alimentación familiar en los países en vías de desarrollo y el 50 % a nivel mundial, un 70 % de las personas que sufren hambre en el mundo son mujeres. El hambre es consecuencia de los mecanismos de desigualdad en la distribución de los alimentos y las niñas y mujeres son las principales afectadas.

### Acceso a la tierra
La capacidad de las mujeres para poseer o heredar tierras está restringida en gran parte del mundo en desarrollo. Incluso en países donde las mujeres están legalmente autorizadas a poseer tierras, como Uganda, la investigación de Women's Land Link Africa muestra que las normas y costumbres culturales las han excluido de obtener la propiedad de la tierra en la práctica. A nivel mundial, las mujeres poseen menos del 20 % de las tierras agrícolas.
Por lo general, en la mayoría de los países en desarrollo, el uso de la tierra por parte de una mujer está restringido a los derechos de cultivo temporales, que le asigna su esposo, y a cambio, ella es quien proporciona alimentos y otros bienes para el hogar. No puede pasar la tierra a sus herederos ni se le confiará la tierra si su marido muere; la tierra se otorga automáticamente a la familia de su esposo o cualquier hijo varón que la pareja pueda haber tenido.
Bina Agarwal, una economista de desarrollo conocida por su trabajo sobre los derechos de propiedad de las mujeres, afirma que "la brecha de género en la propiedad y el control de la propiedad es el contribuyente más crítico de la brecha de género en el bienestar económico, el estatus social y el empoderamiento". Agarwal afirma que, en muchos casos, las mujeres rurales exigen derechos sobre la tierra, pero también confirma que existen algunos casos en los que las mujeres no identifican los derechos sobre la tierra como un problema importante. Por otro lado, Cecile Jackson objeta la afirmación de Agarwal sobre la base de que es importante centrarse en las cuestiones de género sobre la tierra en lugar de tratar las cuestiones de la tierra solo en términos de los derechos de las mujeres a la tierra como lo hace Agarwal. Los problemas de acceso a la tierra desde una perspectiva de género requiere una investigación más etnográfica de las relaciones sociales en torno a la tierra.
Cada vez más, a medida que la privatización de la tierra conduce al fin de las tierras comunales, las mujeres se ven incapaces de utilizar las tierras que no les han otorgado sus familias, lo que hace particularmente vulnerables a las mujeres solteras y a las viudas. Muchas mujeres aún enfrentan obstáculos legales cuando intentan adquirir tierras a través de la herencia o el mercado. 
En África, para reorganizar las sociedades poscoloniales, los estados de la SADC se han comprometido en desarrollar programas de redistribución de tierras y reasentamiento, que van desde el arrendamiento temporal hasta los derechos de propiedad permanentes. Incluso en los casos en los que no hay prejuicios de género oficialmente presentes en la política de redistribución de la tierra, las costumbres sociales permiten que los funcionarios favorezcan a los hogares encabezados por hombres y a los hombres individuales sobre los hogares encabezados por mujeres y las mujeres individuales.

### División del trabajo
Particularmente en las áreas rurales, el uso del tiempo de las mujeres en la agricultura a menudo se ve limitado por obligaciones como buscar agua y leña, preparar comidas para sus familias, limpiar, cuidar de los niños y de los animales. Por ejemplo, en Ghana, Tanzania y Zambia, las mujeres utilizan la mayor parte de su energía en actividades de movilidad de carga que implican el transporte de leña, agua y grano para moler.
La división del trabajo por género en la agricultura crea dinámicas de poder, responsabilidades y beneficios desiguales en los hogares.

### Acceso a los mercados
Las restricciones a la movilidad y el tiempo, las divisiones del trabajo por género y las normas culturales y sociales obstaculizan el acceso de las mujeres a los mercados. Las mujeres tienden a participar en la producción de cultivos tradicionales y de subsistencia que ofrecen menos oportunidades de beneficiarse de los ingresos del mercado. La mayoría de lo que producen va destinado al autoconsumo.
Dentro del hogar, las mujeres a menudo tienen poco poder de decisión en relación con las actividades de marketing y venta, así como sobre el empleo del dinero ganado, aunque a menudo contribuyen considerablemente a la producción. Por ejemplo, en algunas partes de la India, las mujeres tienen que pedir permiso a sus maridos para seguir las actividades del mercado.
Participar en los mercados ofrece oportunidades para la agricultura orgánica. Los colectivos de mujeres sin tierra en Kenia utilizaron los ingresos de la venta de bananas y verduras en los mercados locales para compensar los déficits salariales en las plantaciones de café. Pero la dependencia de los mercados también aumenta la exposición a las fluctuaciones del mercado internacional, mientras que las agricultoras son principalmente pequeñas agricultoras y, a menudo, no pueden beneficiarse de las oportunidades de exportación. En Filipinas, los productores de papa sintieron los impactos negativos de la integración del mercado global cuando las papas importadas redujeron los precios del mercado a la mitad.

### Acceso a tecnología, capacitación e infraestructura
El rol de género que se le asigna a las mujeres dificulta el acceso a la tecnología, la capacitación agrícola y la infraestructura rural. El éxito de las mujeres en la seguridad alimentaria en la mayoría de los países, gira en torno a que tengan acceso a los mismos recursos que los hombres. El acceso limitado de las mujeres a las tecnologías rurales provocó que no se abordaran las limitaciones de tiempo de las mujeres para las actividades agrícolas. Además, la formación agrícola margina a las mujeres, ya que normalmente se las concibe como trabajadoras domésticas y no como agricultoras. La infraestructura rural incluye tecnologías de transporte, energía, información y comunicación. El acceso de las mujeres a la infraestructura alivia la carga de las actividades agrícolas y domésticas y fomenta su participación en la agricultura. Sin embargo, la privatización de los servicios de infraestructura impidió que las mujeres y los niños rurales escaparan de las trampas de la pobreza que limitan su capacidad de producir alimentos de manera sostenible para ellos mismos y para el mercado. El Center for Women's Global Leadership escribe que "las políticas de liberalización del comercio han aumentado la carga de trabajo de las mujeres y han socavado su derecho a la alimentación".

### Acceso a financiamiento
La mayoría de los servicios financieros en las zonas rurales están dirigidos a los hogares y los miembros masculinos suelen recibir crédito y seguros a través de agencias de desarrollo. Las mujeres son empleadas como meras ayudantes sin ningún poder de decisión sustancial dentro de las familias de agricultores rurales, en lugar de ser consideradas emprendedoras que deberían tener acceso al crédito.
La legislación y las costumbres locales obstaculizan el acceso y el control de las mujeres a los activos que las instituciones crediticias pueden considerar como garantía, como la tierra o el ganado. Es menos probable que una mujer sea propietaria de la tierra, incluso si sus familias son dueñas de ella, y también es menos probable que controle la tierra, incluso si formalmente la posee.
Además, dado que existe un sesgo en el control de los activos, el ganado de alto valor suele ser propiedad de los hombres, mientras que las mujeres poseen en su mayoría animales de bajo valor, como las aves de corral. Este sistema va en contra de las mujeres, ya que ofrece menor seguridad a través de su ganado de bajo valor y demuestra ser un serio obstáculo para que las mujeres accedan al crédito debido a la falta de seguridad.
Las mujeres además tienen niveles más bajos de alfabetización. Esto limita su capacidad para comprender los prospectos y contratos de los productos financieros que se les ofrecen.

## Acceso
La Cumbre Mundial sobre la Alimentación de 1996, definió el acceso a los alimentos como tener "recursos suficientes para obtener alimentos apropiados para una dieta nutritiva". Puede analizarse a nivel nacional, en relación con el acceso del país a los alimentos del mercado mundial, a nivel de los hogares, en relación con la capacidad de los miembros del hogar para producir sus propios alimentos o comprar alimentos en el mercado, y a nivel individual, en relación con la capacidad del individuo para satisfacer necesidades nutricionales. La mayor parte de las investigaciones sobre el nexo entre género y acceso a los alimentos se ha realizado a nivel de hogares y bajo la percepción del género como mujeres.

### Acceso a los alimentos de las mujeres y los hogares
El acceso de las mujeres a los alimentos está estrechamente relacionado con el acceso a los alimentos en los hogares porque normalmente son las responsables del suministro de alimentos en los hogares.
Las mujeres pueden acceder a los alimentos produciéndolos para su propio consumo o comprándolos con ingresos que se generan a partir de la actividad del mercado o se otorgan mediante mecanismos redistributivos en forma de medidas de protección social del gobierno o solidaridad comunitaria.
Muchos estudios realizados durante la década de 1980, sugieren que las mujeres suelen gastar una parte más alta de sus ingresos en alimentos y atención médica para los niños que los hombres. Por ejemplo, un estudio en Costa de Marfil encontró que los hombres requieren ingresos once veces mayores que las mujeres para mejorar la nutrición de los niños al mismo nivel que las mujeres. Otro estudio demostró que los hogares encabezados por mujeres más pobres a menudo logran proporcionar más alimentos nutritivos a sus hijos que los hogares pobres encabezados por hombres.
Los estudios explican tal diferencia en el gasto de ingresos entre hombres y mujeres con varias hipótesis. Uno de ellos es que las normas sociales y culturales pueden imponer a las mujeres el papel de garantizar una distribución adecuada de alimentos entre los miembros del hogar. Cuando un estudio entrevistó a personas que vivían cerca del lago Victoria, las mujeres generalmente consideraban a sus hijos como el primer o segundo mayor gasto, mientras que los hombres no los veían como un costo. Otra hipótesis es que las mujeres pueden preferir gastar más en las necesidades diarias de los niños, ya que comparten más tiempo con ellos. La otra hipótesis es que el flujo de ingresos diferente de las mujeres al de los hombres provoca diferentes costos de transacción. Según un estudio, los hombres suelen contribuir a pagos grandes y únicos, mientras que las mujeres los utilizan en los gastos domésticos diarios.

### Limitaciones en el acceso a los alimentos
El acceso de las mujeres a los alimentos puede verse limitado físicamente o, con mayor frecuencia, económicamente debido al rol de género que se le asigna a las mujeres. Además, el rol de género de la mujer puede crear limitaciones socioculturales al acceso a los alimentos. Estas limitaciones están interrelacionadas entre sí. Por ejemplo, las normas socioculturales hacia las mujeres pueden limitar la movilidad de las mujeres, imponiendo restricciones físicas, que a su vez pueden obstaculizar la participación de las mujeres en el mercado, deteriorando su acceso económico a los alimentos.

#### Acceso físico a la comida
Las mujeres tienen menos movilidad y más limitaciones de tiempo debido a la división del trabajo en el hogar, basada en el género y las normas socioculturales. Las mujeres están a cargo del cuidado de los niños y de actividades domésticas que requieren mucho tiempo. En África subsahariana, las mujeres dedican mucho tiempo a transportar suministros de uso doméstico, como leña y agua, y a viajar entre el hogar y el campo para realizar tareas domésticas.

#### Acceso económico a la alimentación
Las mujeres tienen menos poder de decisión en el hogar. Además, tienen menos posibilidades de realizar actividades generadoras de ingresos en el mercado. Un análisis de los indicadores de pobreza en las zonas rurales de Ghana y Bangladés mostró que más personas en hogares encabezados por mujeres están por debajo de la línea de pobreza. La posición inferior de las mujeres dentro y fuera del hogar está estrechamente relacionada, porque si las mujeres no tienen una alternativa económica mejor que quedarse con sus maridos, es poco probable que manifiesten opiniones contrarias a las de sus maridos.
- Control limitado sobre los recursos en el hogar: las mujeres tienen poca autonomía económica en el hogar, ya que se les atribuye una cantidad menor de ingresos familiares en comparación con los hombres.[53] En un estudio de las aldeas pesqueras del lago Victoria, se encontró que los hombres no revelaban sus ingresos a las mujeres, mientras esperaban que las mujeres lo hicieran. Muchas mujeres se ven obligadas a ocultar sus ingresos para evitar que los maridos retiraran toda la ayuda económica al hogar.[56] Aparte de los recursos materiales, el tiempo de las mujeres puede estar bajo el control de otros miembros del hogar.[52] El Purdah, una costumbre de reclusión de las mujeres en algunos países, es un caso extremo de incapacidad de las mujeres para controlar la forma en que emplean su tiempo.[57]
- Oportunidades educativas limitadas: las mujeres tienen acceso limitado a las oportunidades educativas.[53] En ciertos países, las mujeres tienden a tener un nivel educativo más bajo que los hombres y, por lo tanto, más dificultades para encontrar un empleo asalariado formal.[58] Un estudio encontró que en Kampala, la mayoría de las mujeres involucradas en la agricultura urbana solo tienen educación primaria o ningún tipo de educación. Esto determina los tipos de su trabajo: pocas de ellos participan en el sector formal y muchas son trabajadoras domésticas, o cultivan en sus patios traseros, o comercian con alimentos en los bordes de las carreteras.[59]
- Oportunidades de empleo limitadas: las mujeres tienen acceso limitado a las oportunidades de empleo.[53] Cuando las mujeres trabajan por cuenta propia en la agricultura de subsistencia y satisfacen las necesidades del hogar, no se cuenta como una actividad económica en el mercado.[53] Además, cuando las mujeres están empleadas dentro o fuera de un campo agrícola, es probable que estén ubicadas en un segmento periférico de operación y trabajen en condiciones inadecuadas porque tienen pocas opciones en el mercado laboral.[53] Como consecuencia, es posible que las mujeres no tengan ingresos suficientes para comprar alimentos.[54]
- Menos inversión en las niñas: las limitaciones que enfrentan las mujeres en el mercado hacen que los padres inviertan menos en las niñas, aumentando aún más la desigualdad de género.[53] Muchos padres interpretan que existen pocos incentivos para educar a las niñas debido a que no existen perspectivas de empleo o crecimiento económico para ellas.[60]

#### Acceso sociocultural a la alimentación
Las costumbres y la cultura a menudo imponen roles, privilegios y opciones de vida diferenciales para mujeres y hombres, especialmente a favor de estos últimos. Un estudio encontró que en Etiopía, donde las niñas han enfrentado discriminación histórica, las niñas tenían más probabilidades de sufrir inseguridad alimentaria que los niños. Esto se debe a que cuando ocurre estrés alimentario en un hogar, los miembros adultos protegen de manera preferencial a los niños por sobre las niñas.

## Utilización
Los modelos de toma de decisiones del hogar asumen a la familia como una unidad homogénea que opera con una función de utilidad común, cuyos miembros comparten la misma cantidad de acceso y utilización de los recursos del hogar, incluidos los alimentos. Sin embargo, estos modelos no son capaces de explicar la dinámica que impacta la asignación de recursos dentro del hogar y sus efectos en la distribución dentro de la familia.
Hay una gran cantidad de estudios empíricos y teóricos que declinan la teoría de la función de utilidad conjunta de la familia altruista de Becker. La teoría de la negociación intrafamiliar de Amartya Sen muestra la desigualdad en el proceso de toma de decisiones entre los diferentes miembros del hogar y cómo esta desigualdad afecta la distribución de recursos.

### Estudios de caso
Estudios de casos empíricos recientes muestran que la asignación de alimentos a veces se distribuye de manera preferencial entre ciertos miembros de los hogares según la edad, el sexo, la salud o la productividad laboral y no todos los miembros se benefician por igual.

#### Hogares polígamos en Burkina Faso
La magnitud de la desigualdad es más frecuente en África subsahariana, donde los hombres son los principales responsables de la toma de decisiones dentro de las familias extendidas y la poligamia es bastante común. En su mayoría, las mujeres trabajan en tierras pequeñas para proporcionar alimentos para ellas y sus hijos. Según una investigación en Burkina Faso, las mujeres en hogares polígamos tenían una inseguridad alimentaria considerablemente mayor en comparación con sus iguales en hogares monógamos en caso de escasez de alimentos.
La misma investigación también mostró cómo la clasificación entre las mujeres dentro de los hogares polígamos es importante en términos de seguridad alimentaria y sugiere que las mujeres de último orden en los hogares polígamos tienen más seguridad alimentaria en los buenos tiempos debido a su vínculo relativamente estrecho con el jefe del hogar. Sin embargo, esta ventaja se convierte en una desventaja debido a su menor acceso a la tierra cultivable y su relativa incompetencia para establecer una red de apoyo, a diferencia de las mujeres mayores en los mismos hogares polígamos, lo que puede evitarle la escasez de alimentos cuando los hogares enfrentan inseguridad alimentaria.

#### Grupos étnicos indígenas en Bangladés
Una investigación sobre cuatro grupos étnicos indígenas en Bengala encontró que no había diferencias significativas en la seguridad alimentaria entre los hogares encabezados por hombres y mujeres en estas comunidades. Este hallazgo contrasta con la opinión generalizada de que “los hogares encabezados por mujeres son más vulnerables a la inseguridad alimentaria”.
La falta de restricciones culturales y sociales para las mujeres, como la participación en la fuerza laboral, permite que estas mujeres se perciban a sí mismas con seguridad alimentaria, a diferencia de las sociedades donde las normas patriarcales son fuertes y existen una serie de restricciones para las mujeres.
Por otro lado, otro estudio en las zonas rurales de Bangladés muestra que la desnutrición es más frecuente en las niñas que en los niños. La investigación, que utilizó el estándar de Harvard de peso para la edad, encontró que el 14,4 % de las niñas se clasificaron como gravemente desnutridas en comparación con solo el 5,1 % de los niños, lo que muestra prácticas relacionadas con la nutrición con sesgo sexual que favorecen a los niños.

#### Madres solteras obesas en Estados Unidos
La inseguridad alimentaria no solo se manifiesta en el hambre y la disminución del tamaño corporal, sino también en el aumento de peso. Según una serie de estudios que muestran el vínculo entre la inseguridad alimentaria y las diferencias de sexo, la inseguridad alimentaria está relacionada con el sobrepeso. La inseguridad alimentaria puede llevar a “aumentar 5 libras o más en un año, pero solo entre las mujeres”. “La inseguridad alimentaria se asocia con el sobrepeso, pero nuevamente solo para las mujeres”.
En Estados Unidos, se llevó a cabo una investigación empírica entre personas que eran madres y personas que no lo eran, para comprender la relación entre la "maternidad" y el aumento de peso en las mujeres. La investigación encontró una asociación estadísticamente significativa entre "maternidad" e "inseguridad alimentaria". Las madres solteras con ingresos relativamente limitados, en paralelo a los requisitos de las expectativas tradicionales y los roles socialmente construidos para ellas, arriesgan su salud individual al saltarse comidas, comer menos o consumir alimentos ricos en calorías, pero nutricionalmente pobres, con el fin de brindar seguridad alimentaria a sus hijos.

## Estabilidad
La estabilidad se refiere al acceso adecuado a los alimentos para las poblaciones, los hogares o las personas durante períodos largos de tiempo. Tanto las catástrofes como los eventos cíclicos pueden influir negativamente en la estabilidad. El acceso limitado a los recursos, el aumento de la atención y la carga de tiempo y el menor poder de decisión de las mujeres como resultado de los roles de género en la sociedad conducen a experiencias y mecanismos diferenciados de afrontamiento de la inestabilidad.

### Cambio climático
Los resultados de diversas investigaciones sugieren que los roles de género en la sociedad, darán como resultado diferentes respuestas a los efectos del cambio climático y a las estrategias de mitigación y adaptación entre hombres y mujeres.
Las mujeres como productoras representan una proporción cada vez mayor entre los pequeños agricultores. En general, pocas de ellas son propietarias de las tierras y en esos casos se trata de unidades productivas de baja calidad, con menor rendimiento agrícola. Además, solo el 5 % disponen de acceso a algún tipo de asistencia técnica, por lo que se ven afectadas de manera desproporcionada por los efectos del cambio climático.
El acceso de las mujeres a los recursos y la información suele ser más limitado. Por ejemplo, en Sudáfrica, las mujeres no recibieron notificaciones y alertas sobre El Niño, a diferencia de los hombres pescadores de la zona. En las regiones de India propensas a la sequía, las mujeres tienen menos acceso a la información y los servicios agrícolas para adaptarse al cambio climático.
Las estrategias de mitigación también varían según el género: las mujeres tienden a buscar trabajo asalariado local, mientras que los hombres migran. En el caso de las mujeres, la movilidad geográfica suele ser limitada y se les deja con la carga adicional del trabajo que antes realizaban los hombres después de la migración.
Como consumidoras, es probable que las mujeres sientan que los precios de los alimentos aumentan más, debido al menor poder adquisitivo y al poder de negociación desigual dentro de los hogares. Otra razón de los efectos diferenciales es la distribución de la mano de obra dentro de los hogares. El cambio climático generará mayor escasez de agua y leña, en contextos donde las mujeres son las principales responsables de las tareas de planificación y recolección de agua y combustibles.  Los efectos negativos del cambio climático en la salud de los niños y otras personas vulnerables pueden imponer limitaciones de tiempo adicionales a las mujeres, tradicionalmente encargadas de las tareas de cuidado.
Las mujeres a menudo carecen de voz en la toma de decisiones a nivel local e internacional, pero el cambio climático también podría ser una oportunidad para la renegociación de los roles de género y el empoderamiento femenino.

### Aumentos en el precio de los alimentos
Los hogares pobres son más vulnerables ante aumentos repentinos y una mayor volatilidad en los precios de los alimentos porque los gastos en alimentos representan una gran proporción de sus ingresos.  En algunos lugares de Bangladés, los costos de los alimentos pueden representar hasta un 67 % de los ingresos. Los altos índices de dependencia y la discriminación, entre otros aspectos relacionados con el empleo, el acceso a la tierra y las transferencias sociales, hacen que los hogares encabezados por mujeres sean especialmente vulnerables al aumento de los precios de los alimentos. En Bangladés, por ejemplo, el 38 % de los hogares encabezados por mujeres, en comparación con el 23 % de los hogares encabezados por hombres, padecían inseguridad alimentaria en 2009 y en Etiopía, los hogares encabezados por mujeres fueron más vulnerables a la crisis mundial de precios de los alimentos de 2007-08. En Bangladés, las trabajadoras de la industria textil se vieron muy afectadas por la crisis de 2008, debido a que sus salarios no se ajustaron al incremento en los precios de los alimentos. Un estudio descubrió que solo unos pocos países implementan redes de seguridad en respuesta a la crisis alimentaria, y que esas respuestas rara vez están dirigidas a las mujeres. Dentro de los hogares, las mujeres suelen actuar como amortiguadores disminuyendo su consumo, y aumentando el riesgo de adelgazamiento patológico. Las mujeres embarazadas son particularmente vulnerables, lo que repercute negativamente en sus perspectivas de futuro y en las de sus hijos. Frente a una crisis en el aumento de los precios de los alimentos, las niñas suelen ser las primeras en abandonar la escuela.

### Crisis económicas y financieras
Los impactos de crisis pasadas, incluida la crisis financiera asiática de 1997, la crisis económica de 1994 en México y el ajuste estructural en África, han diferido por género. Este patrón también se ha confirmado en la crisis financiera de 2007-08, algunos de cuyos efectos persistieron a lo largo de una década. Por ejemplo, en los Estados Unidos, las hipotecas de alto riesgo estaban dirigidas a hogares encabezados por mujeres, y las mujeres suelen ser las primeras en ser despedidas de sus empleos. En una encuesta global, un alto porcentaje de los encuestados estuvo de acuerdo en que los hombres tienen más derecho al empleo en caso de escasas oportunidades laborales. Esta opinión fue mayoritaria en países como India (84 %), Egipto (75 %), Jordán (68 %), o Corea del Sur (60 %), entre otros. En Asia, las mujeres estaban sobrerrepresentadas en los sectores de exportación, poco calificados, de bajos salarios e informal y, en consecuencia, sintieron la crisis con más severidad. Además, es probable que aumenten las horas de trabajo y que disminuyan los salarios de aquellas mujeres que permanecen en el empleo.
Los datos desglosados por género no suelen ser frecuentes, pero las investigaciones sugieren que, como resultado de la crisis asiática de 1997-99, la anemia infantil aumentó entre un 50 % y un 65 %, y la anemia materna entre un 15 % y un 19 % en Indonesia, mientras que la anemia materna aumentó un 22 % en Tailandia.

### Conflictos y desastres naturales
El género y la edad son los determinantes más importantes en los efectos de los conflictos y los desastres naturales en las personas. Las mujeres tienen más probabilidades de ser desplazadas, la tarea de las mujeres en la recolección de agua y combustible contribuye a la violencia de género y el acceso equitativo a la ayuda alimentaria después de una crisis puede verse socavado por la corrupción, las milicias locales o las distancias. Además, los hombres tienen más probabilidades de morir en conflictos o migrar, lo que deja a las mujeres a cargo del hogar y aumenta la carga de trabajo para las mujeres. Las experiencias regionales de Somalia muestran que la contribución de las mujeres a los ingresos familiares ha aumentado durante el conflicto armado, así como su influencia en la toma de decisiones. Otros estudios demuestran que en situaciones de conflicto, las mujeres no siempre pueden reclamar las tierras que antes eran propiedad de sus maridos. En Camboya, por ejemplo, las mujeres recibieron tierras marginales y de baja productividad como resultado de la redistribución después del conflicto armado, en parte porque tenían menos información.
De manera similar, se ha descubierto que los desastres naturales provocados por el cambio climático u otros factores, imponen cargas de atención adicionales a las mujeres después de un desastre, mientras que la movilidad limitada y las oportunidades laborales fuera del hogar reducen su rango de estrategias de afrontamiento. Especialmente en sociedades desiguales, el acceso limitado a los recursos agrava la vulnerabilidad de las mujeres a los desastres naturales. Las sequías o inundaciones que se producen de modo recurrente en algunos lugares del mundo impactan en forma diferencial sobre las mujeres, que pueden verse obligadas a destinar mayor tiempo a trabajos no remunerados, sufrir la pérdida de activos y derechos o ver afectada su salud por dificultad de acceso a instalaciones sanitarias, entre otros factores.